# Eupithecia altenaria
Eupithecia altenaria är en fjärilsart som beskrevs av Otto Staudinger 1897. Eupithecia altenaria ingår i släktet Eupithecia och familjen mätare. Inga underarter finns listade i Catalogue of Life.